# Edwardów (Bełchatów)
Osiedle Edwardów – niewielkie osiedle domków jednorodzinnych graniczące z osiedlami od zachodu Dolnośląskie a od wschodu Słoneczne, Okrzei, Kopernika oraz kawałkiem Binkowa. Najstarsza ulica osiedla to Kolejowa dawna osada Binków Dolny, ulica ta była dłuższa i ciągnęła się w stronę Zdzieszulic. Do osiedla należą domy z ulicy Wojska Polskiego dawnej wsi Edwardów to od niej bierze nazwę osiedle. Osiedle bardzo dynamicznie rozbudowuje się powstają kolejne domy i inne budynki przemysłowo handlowe.

## Znane obiekty handlowe i przemysłowe
Na osiedlu jest kilka obiektów ważnych dla mieszkańców to:
- Targowisko Miejskie
- Centrum Handlowo - Usługowe ECHO
- Galeria Olimpia
- Market Biedronka
- Pasaż handlowy przy ul. Rotmistrza Witolda Pileckiego
- Budynki handlowo - usługowe przy ulicach: ul. Wojska Polskiego - ul. Lucjana Nehrebeckiego - ul. Armii Krajowej